# Guerra sociale
La guerra sociale  (dal latino socius), denominata anche guerra italica (bellum Italicum) o guerra marsica (bellum Marsicum), dal 91 all'88 a.C. vide opposti lo Stato Romano ed una lega formata da molti popoli d'Italia fino ad allora alleati di Roma.

## Antefatti
Al tempo dei Gracchi, il rapporto tra la Repubblica Romana e i popoli italici a lei associati da foedus (socii e foederati) aveva cominciato a incrinarsi per via delle leggi agrarie fatte approvare dai due tribuni (che avevano comportato l'esproprio di molte terre pubbliche possedute da latifondisti italici a solo beneficio di proletari romani). Avevano cominciato a profilarsi bene tutti i vantaggi concreti che comportava il possesso della cittadinanza romana. I socii italici, inquadrati in legioni come i cittadini, avevano sempre dato un contributo enorme alle vittorie di Roma (sembra che nelle legioni il numero di socii presente fosse sempre superiore alla metà dell'intera armata); il complesso sistema di alleanze creato in Italia dalla Repubblica Romana (variamente definito dagli storici moderni "confederazione romano-italica", "federazione romana", o "federazione italica", distinta dalle province) era stato la solida base dell'ascesa imperiale di Roma nel mondo mediterraneo. Inoltre, la romanizzazione dell'Italia aveva fatto sparire poco a poco i contrasti tra le popolazioni della penisola. Tutto ciò, insieme al grande prestigio che godeva nel mondo il nome di Roma, faceva sì che i socii italici fossero portati ormai ad identificarsi con essa e a sentirsi a pieno diritto partecipi della sua grandezza.
Già al tempo dei Gracchi erano state avanzate alcune proposte d'estensione della cittadinanza, ma senza successo. La situazione si avviava al punto di rottura quando, nel 95 a.C., i consoli Lucio Licinio Crasso e Quinto Mucio Scevola proposero e fecero approvare una legge che istituiva un tribunale giudicante a chi si fosse abusivamente inserito negli elenchi dei Cives Romani e che li espelleva dall'Urbe (Lex Licinia Mucia). Legge, questa, che accrebbe il malcontento dei ceti elevati italici, che miravano alla partecipazione diretta della gestione politica.
Marco Livio Druso, tribuno della plebe nel 91 a.C., si fece difensore della causa italica, avanzando proposte di legge a favore dell'estensione della cittadinanza romana a tutti i socii. La proposta non piacque né ai senatori né ai cavalieri e anche tra le classi dirigenti degli alleati il progetto generò divisioni (il tribuno, infatti, aveva posto come condizione necessaria per l'estensione della cittadinanza il voto di una legge agraria che avrebbe danneggiato i latifondisti italici, specialmente in Etruria e Umbria).
Il più accanito rivale di Druso fu il console Lucio Marcio Filippo. Il tribuno riuscì a far votare le leggi agraria, giudiziaria e frumentaria da lui proposte, ma il Senato (probabilmente su impulso di Filippo) dichiarò illegale la procedura seguita per le votazioni (basandosi su una lex Caecilia et Didia); le leggi vennero perciò dichiarate nulle. Druso poteva però contare su una potentissima clientela in tutta Italia, delusa dall'ostruzionismo posto dal Senato e pronta a tutto per far valere le proprie rivendicazioni. Nell'autunno del 91 a.C. seguaci estremisti di Lucio Marcio Filippo mandarono un sicario ad assassinare Druso. Questa fu la scintilla che fece scoppiare la guerra sociale.

## La guerra
Nell'inverno 91-90 a.C.,  subito dopo l'uccisione di Livio Druso, gli Italici (esclusi inizialmente  gli Etruschi e gli Umbri, oltre ovviamente a tutti quelli che godevano dello ius Latii) cominciarono ad agitarsi. La rivolta scoppiò ad Ascoli, nel Piceno, dove, secondo il racconto di Velleio Patercolo, il legato Fonteio e tutti i Romani residenti in città furono massacrati. A Roma il partito contrario all'estensione della cittadinanza, per vendicarsi della fazione di Druso, fece approvare una legge (lex Varia) che incolpava di alto tradimento allo Stato coloro che avevano appoggiato la rivolta degli alleati.
I ribelli si divisero in due gruppi: Piceni, Marsi, Peligni, Vestini e Marrucini a nord, sotto il comando del marso Quinto Poppedio Silone; Frentani, Sanniti, Apuli, Lucani (e forse Bruzi), Campani a sud, sotto il comando del sannita Gaio Papio Mutilo. I popoli ribelli si organizzarono politicamente in una libera lega, retta da un Senato di 500 membri: quest'ultimo fu dotato di poteri eccezionali per condurre le ostilità e stabilì che fossero eletti due consoli e dodici pretori. La lega, vera copia della Repubblica Romana, ebbe un proprio esercito organizzato in legioni e una propria capitale, che fu dapprima Corfinium (oggi Corfinio) poi Isernia, dove mutò il proprio nome da Lega Sociale a Lega Italica. Coniarono persino una propria monetazione. Alcune monete recavano la scritta Italia; due raffiguravano un toro che abbatteva la lupa romana.
L'esercito degli Italici comprendeva oltre 100 000 uomini, organizzati in legioni secondo l'ordinamento romano; il raggruppamento settentrionale, posto al comando del valente condottiero marso Quinto Poppedio Silone venne schierato nel Piceno e nell'attuale Abruzzo, mentre quello meridionale, con comandante il sannita Gaio Papio Mutilo, si schierò in Campania e nel Sannio; i piani prevedevano un'avanzata convergente verso il Lazio. I Romani, al momento dello scoppio della guerra, avevano a disposizione dieci legioni e ne mobilitarono altre dieci, per un numero complessivo di circa 100 000 uomini, pari alle forze ribelli: a nord si schierò il console Publio Rutilio Lupo, mentre a sud fronteggiarono l'esercito di Mutilo le legioni al comando dell'altro console, Lucio Giulio Cesare.
A nord Rutilio Lupo disponeva di sette legioni, due delle quali da lui personalmente guidate. La situazione si prospettava difficile: nel Piceno Pompeo Strabone, uno dei legati del console, fu battuto e assediato dentro Fermo; il console e il suo legato Gaio Mario furono duramente sconfitti in una battaglia sul Turano, dove Rutilio stesso perse la vita. Dopo una tregua estiva, Mario continuò, con poca convinzione, la campagna nella Marsica, sconfiggendo in battaglia il marrucino Erio Asinio. A sud l'altro console Lucio Giulio Cesare (anch'egli con sette legioni) dovette assistere alla caduta di Isernia, caduta in mano ai ribelli dopo un assedio, e alla defezione dell'Apulia.
Queste sconfitte furono duri colpi inferti alla potenza romana, non bilanciati da alcuni successi ottenuti da Mario e Pompeo Strabone. Nello stesso 90 a.C. il console Lucio Giulio Cesare promosse perciò l'approvazione della Lex Iulia, con la quale si concedeva la cittadinanza alle colonie latine, agli Italici che non si erano ribellati (Etruschi e Umbri erano sorvegliati da delle legioni) e a tutti quelli che avessero deposto le armi.
Alla fine del 90 Strabone riuscì a sbloccare l'assedio di Fermo e diede inizio all'assedio di Ascoli. All'inizio dell'89 i Romani ottennero una grande vittoria presso Ascoli, che migliorò molto la loro situazione; la città assediata cadde poco dopo e a Strabone, nel frattempo eletto console, fu tributato il trionfo alla fine dell'anno. Ciò porto alla fine delle operazioni sul fronte settentrionale. Contemporaneamente, tuttavia, il secondo console Lucio Porcio Catone fu sconfitto e ucciso in battaglia nella Marsica, mentre il suo legato Silla assediava Pompei e Nola.
Nell'anno 89 a.C. seguì una nuova legge in materia di cittadinanza, la Lex Plautia Papiria che concedeva il diritto di cittadinanza romana a tutte le popolazioni ribelli della penisola, le quali avrebbero però dovuto lasciare le armi entro 60 giorni; nello stesso anno la Lex Pompeia estendeva lo ius Latii alle comunità tra il Po e le Alpi (con la Lex Iulia del 90 le colonie latine a sud del Po avevano ottenuto la cittadinanza romana). Il risultato fu di dividere i rivoltosi: gran parte deposero le armi, mentre altri continuarono a resistere. Roma spese ancora due anni per sconfiggere le città in armi: Pompeo Strabone nell'89 debellò i Vestini e i Peligni, conquistando Corfinio, capitale della Lega, e portando alla resa anche i Marsi; Silla e i suoi legati riuscirono a recuperare Venosa e molte città campane. Tuttavia, lo scopo che gli Italici si erano proposti era stato raggiunto: essi potevano divenire a pieno titolo cittadini romani.

### Anno 91 a.C.
- Marco Livio Druso, difensore della causa italica, è assassinato da un sicario anonimo. La morte di Druso significa la fine della sua politica di estensione della cittadinanza.[8]
- Quando la notizia della morte di Druso raggiunge i Marsi, essi si decidono ad una dimostrazione di forza.[8]  Quinto Poppedio Silone, un capo marso e amico personale di Druso, guida una marcia su Roma.[8] Vengono incontrati da Gneo Domizio Enobarbo, il Pontefice Massimo, che li convince a tornare indietro.[9] Una volta tornato a Roma, Enobarbo riferisce al Senato di come sia necessario prendere rapidi provvedimenti per scongiurare lo scoppio più che probabile di una guerra.[9]
- A metà autunno la pace è ormai rotta; la diplomazia e i negoziati hanno fallito.[10]
- I primi a ribellarsi e a prendere le armi sono i Marsi.[11] Ad essi si uniscono i Vestini, i Peligni e i Marrucini.[12]
- Il secondo grande gruppo a ribellarsi è costituito dai Sanniti. Ad essi si uniscono subito altre popolazioni italiche, come i Lucani, gli Apuli e i Frentani.[13]
- I ribelli iniziano colloqui tra di loro per coordinare gli sforzi ed eleggono due consoli a cui affidare il comando della guerra. Quinto Poppedio Silone è posto al comando del gruppo settentrionale, mentre Gaio Papio Mutilo al comando di quello meridionale.[14]
- Le colonie romane di Alba Fucens e di Isernia sono poste sotto assedio.[10]
- Quando i ribelli entrano ad Ascoli, la prima città a consegnarsi a loro, tutti i Romani residenti in città vengono trucidati. Le mogli degli uomini che rifiutano di aderire alla rivolta vengono torturate e rapate.[15]
- Mentre è in marcia con le sue legioni nel Piceno, Gneo Pompeo Strabone, che ha reclutato truppe (3–4 legioni) tra i suoi clientes del Piceno, è attaccato da un forte esercito di Piceni, Vestini e Marsi guidato dal generale ribelle Vezio Scatone. Malgrado lo scontro si sia concluso senza vincitori, Strabone si ritrova in lieve inferiorità numerica e decide di ritirarsi. In seguito si ritrova assediato dai ribelli dentro Fermo.[16]
- A Roma sono eletti consoli per l'anno seguente Lucio Giulio Cesare e Publio Rutilio Lupo. A Cesare è assegnato il fronte sud contro i Sanniti e i loro alleati mentre a Lupo il fronte nord contro i Marsi e i loro alleati. A Cesare è affidato Lucio Cornelio Silla come legato (secondo in comando) mentre a Lupo è affidato Gaio Mario; entrambi sono considerati tra i migliori generali romani.[17]

### Anno 90 a.C.
- Nell'Italia centrale Gaio Perperna, un luogotenente del console Publio Rutilio Lupo, viene sconfitto dal comandante italico Presenzio. Perperna perde 4 000 uomini. Ciò che rimane delle sue forze è trasferito sotto il comando di Mario.[18]
- In Lucania un luogotenente del console Lucio Giulio Cesare perde 800 uomini dopo che gli Italici hanno dato il suo accampamento alle fiamme.[18]
- Sesto Giulio Cesare cerca di impedire l'arrivo di rinforzi all'esercito italico assediante Isernia ma è battuto in uno scontro in cui perde 2 000 uomini.[19]
- Isernia è espugnata dai ribelli.[19]
- Il console italico Papio Mutilo invade la Campania e prende Nola per tradimento. In seguito fa mettere a morte i suoi prigionieri romani (incluso il pretore Lucio Postumo).[20]
- Mutilo attacca il campo del console Cesare ma fallisce e nell'assalto perde 6 000 uomini. Si tratta della prima vera sconfitta subita dai ribelli dall'inizio delle ostilità, generando grande gioia a Roma.[21]
- L'11 luglio il console Rutilio Lupo cade col suo esercito in un'imboscata tesagli dal capo marso Vezio Scatone, mentre sta attraversando il fiume Toleno. Cadono 8 000 uomini, incluso lo stesso console.[22]
- Gaio Mario, al comando di una divisione dell'esercito di Rutilio, arriva sul luogo della battaglia; attacca i Marsi mentre sono intenti a saccheggiare l'accampamento romano, riuscendo a provocar loro alcune perdite.[23]
- Quinto Servilio Cepione sconfigge i Peligni.[24]
- In seguito a questi parziali successi il Senato decide di affidare il comando congiunto a Mario e Cepione. Mario si era aspettato di essere nominato unico comandante e non va d'accordo con Cepione (con risultati disastrosi).[25] Dopo aver affrontato un gruppo di razziatori marsi presso Varnia, Cepione cerca di coordinarsi con Mario, che però lo ignora.[26] Lasciato da solo, Cepione è costretto a tornare indietro con la sua legione verso Ceoli. Mentre stanno attraversando un fiume sono attaccati dai Marsi, che compiono un massacro.[27] Si racconta che ad uccidere Cepione fu lo stesso Quinto Poppedio Silone.[26]
- I Marsi e i Marrucini sono sconfitti in battaglia da due eserciti comandati da Mario e Silla. Rimangono sul campo 6 000 ribelli e il comandante marrucino Erio Asinio.[28]
- Nella valle del Volturno i Sanniti,  sotto la guida di Mario Egnazio, sconfiggono in un'imboscata Lucio Cesare (il quale riesce comunque a raggiungere Teano e a trincerarsi in una posizione difensiva). Nell'imboscata il console perde 8 000 dei suoi 30 000 uomini.[29]
- Pompeo Strabone riesce a forzare il blocco di Fermo, costringendo l'esercito nemico a tornare ad Ascoli. In seguito comincia ad assediare la città.[30]
- Il console Lucio Cesare ritorna a Roma e fa passare la Lex Julia de civitate Latinis et sociis danda, che garantisce la cittadinanza romana a coloro in possesso dello jus Latii e agli alleati che non si erano ribellati. Questa legge segna un punto cruciale nella guerra; molti italici tornano sotto le insegne romane, privando la Lega di uomini.[31]
- Pompeo Strabone, che nel frattempo è stato eletto console per l'anno seguente, attacca e sconfigge una colonna ribelle in marcia verso l'Etruria.[32]

### Anno 89 a.C.
- Lucio Porcio Catone, eletto console per l'89, rileva l'esercito di Lucio Cesare e assume il comando del fronte meridionale.[33]
- Vidacilio, il capo dei ribelli nel Piceno meridionale, riesce coi suoi uomini a passare attraverso le linee nemiche e ad entrare ad Ascoli, rafforzandone la guarnigione. Comunque, vedendo ormai la causa della Lega come disperata, si suicida con alcuni amici.[34]
- Sesto Cesare, ora un legato del console Pompeo Strabone, riesce a sconfiggere i ribelli mentre stanno spostando il campo fuori da Ascoli, uccidendo 8 000 uomini e disperdendo il resto.[35]
- Il console Catone si scontra coi Marsi in battaglia presso il Lago Fucino (non lontano da Alba Fucensis). È sconfitto mentre tenta l'assalto all'accampamento nemico e perde la vita nello scontro. Silla assume il comando del fronte meridionale.[36]
- Nella più grossa battaglia della guerra, combattuta presso Ascoli, Pompeo Strabone sconfigge un'armata italica venuta in soccorso degli assediati. La città capitola poco dopo.[37]
- Nell'Italia meridionale Silla (ora pretore) passa all'offensiva. Inizia assediando Pompei ed Ercolano. Quando il generale ribelle Cleunzio cerca di portare soccorso alle due città, Silla va incontro all'armata nemica e la costringe a battaglia presso Nola: 20 000 ribelli sono massacrati in una battaglia combattuta sotto le mura della città.[38]
- Dopo la vittoriosa battaglia di Nola Silla marcia in Irpinia, costringendo la popolazione alla resa.[39]
- Silla invade il Sannio passando per una strada tortuosa e attacca l'esercito di Papio Mutilo, sconfiggendolo. Con l'armata sannita in rotta, Silla si dirige verso la città di Bovianum, capitale dei Sanniti Pentri, conquistandola dopo un assalto.[40]
- Il pretore Gaio Cosconio sconfigge in battaglia il generale Trebazio (alla guida di un esercito sannita) sul fiume Ofanto; i Peucezi si arrendono a lui in due giorni.[41]
- Quinto Cecilio Metello Pio conquista Venosa, colonia latina che aveva aderito alla rivolta.[42]
- Dopo il ritorno di Silla in Campania, Poppedio Silone riconquista Bojano.[43]
- Ercolano, Pompei e altre città campane si arrendono a Silla. Nell'Italia meridionale solo Nola e Isernia rimangono in mano ai rivoltosi.[44]
- Tra la fine dell'89 e l'inizio dell'anno seguente il proconsole Strabone debella i Vestini, i Peligni e i Marsi, conquistando anche la capitale della Lega, Corfinio.[1]

### Anni 88 a.C. e seguenti
- Poppedio Silone cerca di espellere Metello dall'Apulia, ma fallisce ed è sconfitto e ucciso a Teanum Apulum, forse per mano di Mamerco Emilio, fratello del tribuno Livio Druso[45][46].
- Il console Silla espugna Isernia.

Nell'88 a.C. la guerra può in larga parte dirsi conclusa, anche se nel Sannio e in Lucania permangono sacche di resistenza. È probabile che se non ci fossero state concessioni agli insorti la guerra sarebbe durata molto più a lungo. Con il ritorno della pace in Italia Roma poteva concentrarsi nuovamente sul resto del suo dominio, in particolare in Asia dove il re del Ponto Mitridate VI aveva invaso la provincia asiatica e massacrato i cittadini romani e italici ivi residenti.
I Sanniti e i Lucani terranno Nola e il Bruzio fino al termine del decennio, quando gli ultimi focolai del conflitto sociale si erano ormai confusi con la prima guerra civile romana scoppiata nello stesso 88 a.C.

## Conseguenze
Con la concessione, tramite le leggi Julia e Plautia Papiria, della cittadinanza romana a tutte le comunità a sud del Po (e di quella latina a quelle a nord del Po tramite la lex Pompeia) l'intero territorio dell'Italia (che ancora per qualche decennio non avrebbe compreso le terre a nord del Rubicone) divenne legalmente ager romanus. Ciò comportò:
- una larga diffusione del diritto romano[48] in tutta la penisola e ne accelerò la sua romanizzazione;[49]
- la formazione di clientele anche enormi in Italia, come quelle di Gneo Pompeo Strabone nel Picenum;[49]
- l'ingresso nella classe dirigente romana di cittadini provenienti da colonie e municipi italici, potendo così accedere alle diverse magistrature ed al senato di Roma.[49]

Il territorio venne riorganizzato col sistema dei municipia e nelle comunità italiche venne avviato un grande processo di urbanizzazione che si sviluppò lungo tutto il I secolo a.C., poiché l'esercizio dei diritti civici richiedeva specifiche strutture urbane (foro, tempio della triade capitolina, luogo di riunione per il senato locale). Tuttavia la cittadinanza romana e il diritto a votare erano limitati, come sempre nel mondo antico, dall'obbligo della presenza fisica nel giorno di voto. E per la gente di città lontane, in particolare per le classi meno abbienti, non era certo facile recarsi a Roma per votare nelle assemblee popolari. Così talvolta i candidati pagavano parte delle spese del viaggio per permettere ai loro sostenitori di partecipare al voto. Di fatto, comunque, a beneficiare della cittadinanza furono soprattutto le "borghesie" italiche, che conquistarono anche la possibilità di accedere alle magistrature.
Dopo i provvedimenti menzionati sopra, ulteriori estensioni del corpo civico si ebbero nel 49 e 44 a.C. con la concessione della cittadinanza romana rispettivamente ai cisalpini abitanti a nord del Po (lex Roscia) e ai siciliani (con provvedimento del console Marco Antonio).